# Hippolyte-Marie-Guillaume de Rosnyvinen de Piré
Pour les articles homonymes, voir famille de Rosnyvinen et Piré.
Hippolyte-Marie-Guillaume de Rosnyvinen, comte de Piré, né le 31 mars 1778 à Rennes et mort le 20 juillet 1850 à Paris, est un général français.

## Biographie

### De la Contre-Révolution...
Issu d'une vieille famille de l'aristocratie bretonne, le futur général Piré quitte la France avec sa famille au commencement de la Révolution française le 20 juillet 1789, et servit successivement dans les gardes du corps du roi reconstitués à Coblence, à l'armée des Princes en 1792, puis en 1794 dans le régiment d'infanterie de Rohan, que l'Angleterre entretenait à sa solde dans les Provinces-Unies sous les ordres de Frederick, duc d'York et Albany. Débarqué à Quiberon avec l'armée émigrée, le jeune Piré parvient, quoique blessé d'un coup de feu dans la poitrine, à échapper à la capture et rentre en Angleterre. 
En 1796 M. de Sérent, aide de camp du comte d'Artois, l'envoie en Bretagne pour servir auprès du marquis de Puisaye au sein de la chouannerie. Lorsque Puisaye dépose les armes le 25 juin 1796, Piré reste en France et est recherché par la police du Directoire et est déclaré hors-la-loi en 1798.

### … au service de Napoléon Bonaparte
Lorsque Napoléon Bonaparte devient premier consul, il cherche immédiatement à mettre fin à la chouannerie et à rétablir la paix intérieure. Le 28 décembre 1799 il adresse une proclamation d'amnistie aux départements de l'ouest. Il crée le 8 mars 1800 un régiment de hussards destiné à rallier une partie de la jeune noblesse rentrée de l'émigration, les hussards volontaires du premier consul. Piré s'y engage dès le 20 mars. Son choix pourrait s'expliquer par un espoir de voir Bonaparte rétablir les Bourbons. Il est fait capitaine le 20 juin 1800. Après la dissolution de son unité en 1801, il retourne à la vie civile.
Il réintègre l'armée le 22 septembre 1805 en tant que capitaine de l'état-major général de la Grande Armée. Piré se distingue à la bataille d'Austerlitz. Escorté de deux cavaliers seulement, il fait mettre bas les armes à un détachement russe de 50 hommes. Avant la bataille d'Iéna, il fait, par ordre du maréchal Murat, une reconnaissance qu'il conduit avec une faible escorte à dix lieues en arrière du flanc gauche de l'armée prussienne. Chargé ensuite de reconnaître les abords de Stettin, il entre dans la place et entame sur-le-champ une négociation qui fut suivie d'une capitulation en règle, approuvée le lendemain par le général Lasalle.
Piré participe aux batailles d'Eylau et de Friedland en 1807, date de sa promotion au grade de colonel. Bénéficiant de la confiance de Napoléon, il est fait chevalier de la Légion d'honneur après Eylau puis baron de l'Empire en 1808.
Passé en Espagne en 1808, il participe notamment à la bataille de Somosierra : l'Empereur désirant faire charger les chevau-légers polonais de la Garde dans l'étroit défilé gardé par l'armée espagnole, il ordonne à Piré d'effectuer une reconnaissance afin de s'assurer que le passage est praticable. Le colonel s'exécute, mais revient en disant que le passage est impossible. Napoléon rétorque aussitôt : « Comment ? Impossible ! Je ne connais point ce mot là ! Il ne doit y avoir pour mes Polonais rien d'impossible ! », et il lance le 3e escadron polonais de Kozietulski à l'attaque. Les chevau-légers, malgré de lourdes pertes, s'emparent des quatre batteries adverses et mettent en fuite les Espagnols.
À l'ouverture de la campagne d'Allemagne et d'Autriche en 1809, Napoléon Ier nomme Rosnyniven de Piré général de brigade le 10 mars 1809, et lui confie le commandement d'une brigade de cavalerie légère à la 2e division du 3e corps, avec laquelle il combat à Teugen-Hausen, à Eckmühl, à Ratisbonne où il est blessé. Il combat ensuite à Raab et à Wagram.
En 1812 le général Piré débute en Russie par le combat d'Ostrovno. Il reçoit la croix d'officier de la Légion d'honneur à Vitebsk. Pendant la campagne de Saxe, en 1813, il reçoit les insignes de commandeur de la Légion d'honneur et le grade de général de division le 15 octobre 1813.
À la tête de la cavalerie légère du 5e corps pendant la campagne de France en 1814, Piré culbute à Saint-Dié 2 000 Cosaques qui viennent attaquer les grand'gardes ; à Brienne il forme l'avant-garde et repousse les Prusso-Russes au-delà du défilé ; à Nangis et à Laferté-sur-Aube et Silvarouvres  il exécute de belles charges, et le 22 mars, en avant de Saint-Dizier, il enlève aux Russes un équipage de ponts de 80 voitures.
Mis d'abord en non-activité à la Restauration, il est rappelé au service dans la 13e division militaire à Rennes, où il proclame l'Empire le 22 mars 1815, à l'annonce du retour à Paris de Napoléon. Ensuite il est envoyé à Lyon et à Grenoble pour repousser l'armée royale du Gard, marche sur Avignon et, après quelques engagements de peu d'importance, met le duc d'Angoulême dans la nécessité de signer la capitulation de La Palud. Le 23 avril, il devient gouverneur des Tuileries puis chambellan de l'Empereur et obtient le commandement de la division de cavalerie légère du 2e corps sous le général Reille. Il combat aux Quatre Bras, à Waterloo et à Rocquencourt.

### La Restauration

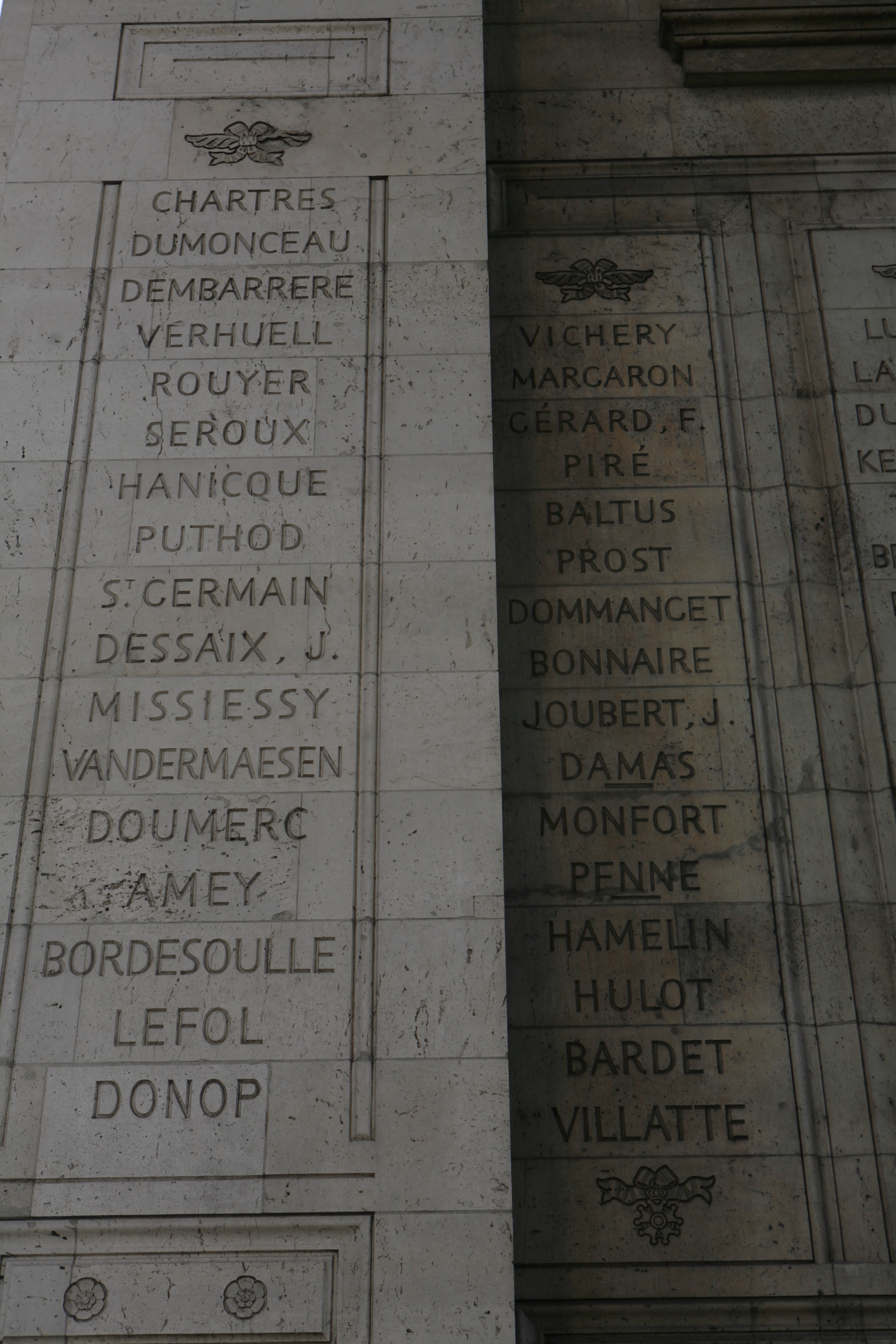
Noms gravés sous l'arc de triomphe de l'Étoile : pilier Ouest, 1ère et 2e colonnes.

Après la seconde chute de Napoléon, le général Rosnyvinen de Piré est obligé de quitter la France par l'ordonnance du 24 juillet 1815. Il se retire en Allemagne, puis en Russie. Il en rentre en 1819.
En 1820 il est fait chevalier de Saint-Louis et sans commandement il rejoint son château de Piré-sur-Seiche. L’antique manoir de ses ancêtres est devenu une des plus belles habitations des environs de Rennes. Le temps passe et Piré est toujours délaissé par le pouvoir. 
Le 13 septembre 1821 il vendit le château de Kérouzéré et ses dépendances dont il avait hérité, à Jean-Baptiste du Baudiez, percepteur des contributions directes, qui vivait dans le manoir de Botiguéry en Saint-Thonan pour la somme de 30 000 francs.
Après 1830 le général Rosnyvinen de Piré occupe plusieurs commandements, tels que les 3e et 9e divisions militaires et obtient la décoration de grand officier de la Légion d'honneur en 1834. Admis à la retraite en 1848, par suite de la suppression du cadre de réserve, il s'engage comme simple grenadier dans les gardes nationaux de la légion contre les barricades lors des journées de juin 1848. Le 23 juin 1848, premier jour des Journées de Juin, le général Rosnyvinen de Piré est face à la barricade de la rue Nationale-Saint-Martin. Voici son témoignage, inattendu, dans une lettre adressée aux députés :

« Citoyens représentants, entré le premier à la baïonnette, le 23 juin, dans la barricade de la rue Nationale-Saint-Martin, je me suis vu quelques instants seul au milieu des insurgés animés d'une exaspération indicible. nous combattions à outrance de part et d'autre ; ils pouvaient me tuer, ils ne l'ont pas fait ! J'étais dans les rangs de la Garde nationale, en grande tenue d'officier général ; ils ont respecté le vétéran d'Austerlitz et de Waterloo ! Le souvenir de leur générosité ne s'effacera jamais de ma mémoire… Je les ai combattu à mort, je les ai vus braves Français qu'ils sont ; encore une fois, ils ont épargné ma vie ; ils sont vaincus, malheureux, je leur dois le partage de mon pain… Advienne que pourra ! »

Le général Rosnyvinen de Piré meurt à Paris le 20 juillet 1850. Il a participé à trente-trois batailles rangées et plus de cent cinquante combats d'avant-garde.
Son nom figure sur l'arc de triomphe de l'Étoile.

## Vie familiale

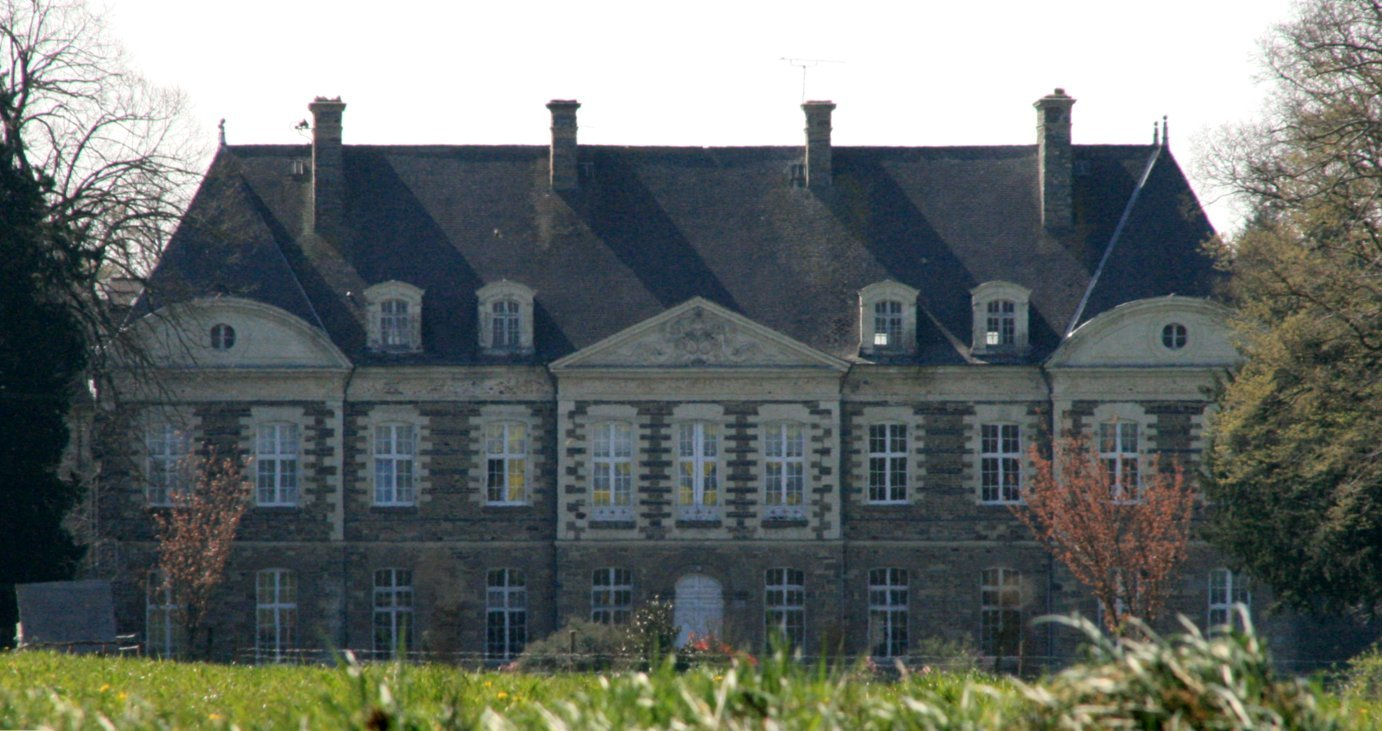
Le château de Piré-sur-Seiche.

Hippolyte Piré épouse Marie-Pauline Hay des Nétunières le 24 novembre 1801. Ils ont eu quatre fils :
- Édouard-Marie (1802)
- Ernest (1804)
- Alexandre Elisabeth de Rosnyvinen de Piré, né en 1809, député d'Ille-et-Vilaine au Corps législatif de 1856 à 1870.
- Hippolyte-Victor-Marie (1815)

## Armoiries
| Figure | Blasonnement |
| ------ | --- |
|        | Armes du baron Rosnyvinen et de l'Empire D'argent à la hure de sanglier arrachée de gueules, défendue d'argent ; au canton des Barons militaires de l'Empire brochant.,. |